# Otvice
Otvice är en ort i Tjeckien.   Den ligger i regionen Ústí nad Labem, i den nordvästra delen av landet, 80 km nordväst om huvudstaden Prag. Otvice ligger 322 meter över havet och antalet invånare är 558.
Terrängen runt Otvice är platt åt sydost, men åt nordväst är den kuperad.Runt Otvice är det ganska glesbefolkat, med 25 invånare per kvadratkilometer. Närmaste större samhälle är Most, 13,3 km öster om Otvice. Trakten runt Otvice består till största delen av jordbruksmark.